# مهران مهاجر
مهران مهاجر (متولد ۱۳۴۳) عکاس، منتقد هنری، مترجم، زبان‌شناس و فرهنگ‌نویس ایرانی‌ست.
مهاجر فارغ‌التحصیل رشته عکاسی از دانشکده هنرهای زیبا است. وی دوره کارشناسی ارشد زبان‌شناسی را با نگارش رساله‌ای تحت عنوان «زبان‌شناسی متن‌بنیاد و بررسی متن ادبی» به راهنمایی علی‌محمد حق‌شناس در سال ۱۳۷۳ در دانشگاه تهران گذراند. او هم‌اکنون در پردیس هنرهای زیبای دانشگاه تهران و مؤسسه پرسش تدریس می‌کند.

## نمایشگاه انفرادی
- ۱۳۹۹ گزیدهٔ عکس‌های دهه ۹۰، فضای هنری هشت چشمه، کاشان
- هوای زمین، گالری دستان، تهران ۱۳۹۷[۶]
- ۱۳۹۵ بین و لابین، گالری دستان +۲، تهران
- ۱۳۹۳ حالِ گذشته، گالری اِی جی، تهران
- ۱۳۹۲ بسته، گالری طراحان آزاد، تهران
- ۱۳۹۱ بی‌چیزیِ، گالری طراحان آزاد، تهران
- ۱۳۹۰ خطوط و چیزها، گالری طراحان آزاد، تهران
- ۱۳۸۸ تهران بی‌تاریخ، گالری طراحان آزاد، تهران
- ۱۳۸۷ خاطره‌های یک پرسه‌زن خسته و تنبل، گالری راه ابریشم، تهران
- ۱۳۸۶ اتاق قرمز، گالری راه ابریشم، تهران
- ۱۳۸۵ تاریخ گذشته، گالری راه ابریشم، تهران
- ۱۳۸۴ بسته‌های نامنتشر، گالری راه ابریشم، تهران
- ۱۳۸۳ بسته‌های مهاجر، گالری راه ابریشم، تهران
- ۱۳۸۲ چراغ خاموش، اتاق تاریک، گالری راه ابریشم، تهران
- ۱۳۸۰ گالری گلستان، تهران
- ۱۳۷۹ عکس-روزنامه‌ها، گالری گلستان، تهران
- ۱۳۷۷ گالری گلستان، تهران